# 池多孝春
池多 孝春（いけだ たかはる、本名：池田 孝（いけだ こう）、1931年 - 2014年6月12日）は、日本の作曲家・編曲家。

## 人物
- 元々はトロンボーン奏者として活動していたが、1968年に編曲家としてデビュー[2]。その後は藤圭子のLIVEでの多くの楽曲と「京都から博多まで」や北島三郎の「与作」、吉幾三の「酒よ」をはじめ、2000曲以上の楽曲のアレンジを手掛けた。
- 2009年に行われた第51回日本レコード大賞では、「歌謡組曲 おんな神輿歌」（歌：山口ひろみ）、「お蝶次郎長恋姿」など（歌：竹川美子、岡千秋）で編曲賞を受賞した。
- 2014年6月12日、胃がんのため83歳で死去。同年末に行われた第56回日本レコード大賞において、特別功労賞が贈呈された。

## 主な編曲楽曲
- 青木美保
  - 「哀愁海峡」（作曲：遠藤実）
  - 「夢一輪」（作曲：五木ひろし）
  - 「女の夜汽車」（作曲：聖川湧）
  - 「流氷挽歌」（作曲：幸耕平）

- 浅田あつこ
  - 「能登の風唄」（作曲：馬飼野俊一）

- 石原詢子
  - 「浜唄」（作曲：岡千秋）
  - 「紅い月」（作曲：五木ひろし）

- 市川由紀乃
  - 「寿祝い唄」（作曲：岸本健介）
  - 「越後絶唱」（作曲：水森英夫）
  - 「千姫」（作曲：岡千秋）
  - 「牡丹雪」（作曲：水森英夫）
  - 「花乱舞」（作曲：水森英夫）
  - 「風の海峡」（作曲：岡千秋）

- 五木ひろし
  - 「細雪」（作曲：市川昭介）
  - 「そして…めぐり逢い」（作曲：中村泰士）
  - 「面影の郷」（作曲：猪俣公章）
  - 「汽笛」（作曲：伊藤雪彦）
  - 「由良川慕情」（作曲：五木ひろし）
  - 「酒ひとり」（作曲：岡千秋）
  - 「高瀬舟」（作曲：五木ひろし）
  - 「おしろい花」（作曲：木村好夫）

- 五木ひろし＆中村美律子
  - 「浪花物語」（作曲：岡千秋）

- 内山田洋とクール・ファイブ
  - 「心がわり」（作曲：猪俣公章）

- 大川栄策
  - 「恋吹雪」（作曲：市川昭介）
  - 「盛り場おんな酒」（作曲：市川昭介）

- 川中美幸
  - 「男じゃないか」（作曲：弦哲也）
  - 「忍路海岸わかれ雪」（作曲：弦哲也）
  - 「ふたりの絆」（作曲：聖川湧）

- 北島三郎
  - 「与作」（作曲：七澤公典）

- 北原ミレイ
  - 「新宿海峡」（作曲：四方章人）

- 北見恭子
  - 「夫婦ちぎり」（作曲：岸本健介）
  - 「こけし妻」（作曲：岸本健介）
  - 「おんな春秋」（作曲：岸本健介）
  - 「浪花夢あかり」（作曲：岡千秋）
  - 「紅の舟唄」（作曲：岡千秋）
  - 「霧情の港」（作曲：岡千秋）
  - 「望郷夢のれん」（作曲：岡千秋）

- 黒川真一朗
  - 「こぼれ灯」（作曲：水森英夫）

- 伍代夏子
  - 「恋挽歌」（作曲：市川昭介）
  - 「港恋唄」（作曲：弦哲也）

- 小林幸子
  - 「別離」（作曲：近江孝彦）

- 子門真人
  - 「金龍・銀龍」
  - 「千年太鼓」
  - 「平和花笠」
  - 「琉球太鼓」

- 神野美伽
  - 「カモメお前なら」（作曲：市川昭介）
  - 「男船」（作曲：市川昭介）
  - 「じょっぱり船」（作曲：市川昭介）
  - 「連絡船恋唄」（作曲：市川昭介）
  - 「恋唄流し」（作曲：市川昭介）
  - 「男節」（作曲：岡千秋）
  - 「日本の男」（作曲：岡千秋）
  - 「おんなの波止場」（作曲：市川昭介）

- 水前寺清子
  - 「虚空太鼓」（作曲：島津伸男）
  - 「人生夢三味線」（作曲：四方章人）
  - 「おんな富士」（作曲：三島大輔）

- 千昌夫
  - 「帰ってきたヨ」（作曲：杉原里史）
  - 「還暦祝い唄」（作曲：神谷まみ）
  - 「おふくろ」（作曲：泉八汐）

- 田川寿美
  - 「なみだの港」（作曲：鈴木淳）
  - 「誰も泣きたい時代だね」（作曲：幸耕平）

- 内藤国雄＆石原詢子
  - 「夜のおとぎばなし」（作曲：市川昭介）

- 瀧勝
  - 「人生」（作曲：石野卓球）

- つボイノリオ
  - 「一宮の夜」（作曲：つボイノリオ）
  - 「女泣かせのつボイ節」（作曲：つボイノリオ）
  - 「怪傑黒頭巾」（作曲：つボイノリオ）
  - 「雪の中の二人」（作曲：つボイノリオ）
  - 「吉田松陰物語」（作曲：つボイノリオ）
  - 「ワッパ人生」（作曲：野々卓也）

- 天童よしみ
  - 「生れ昭和です」（作曲：木村好夫） ※池田たかし名義
  - 「郷愁〜われ立ちて〜」（作曲：杉本真人）
  - 「だまって俺についてこい」（作曲：萩原哲晶）
  - 「春が来た」（作曲：徳久広司）
  - 「ふたりの船唄」（作曲：若草恵）
  - 「おんなの山河」（作曲：若草恵）
  - 「ふるさと銀河」（作曲：若草恵）

- 中条きよし
  - 「矢切の渡し」（作曲：船村徹）
  - 「宿」（作曲：吉幾三）

- 中村美津子
  - 「女のみれん」（作曲：富田梓仁）
  - 「河内おとこ節」（作曲：岡千秋）
  - 「大阪情話〜うちと一緒になれへんか〜」（作曲：聖川湧）
  - 「酒場ひとり」（作曲：岡千秋）
  - 「男道」（作曲：富田梓仁）
  - 「島田のブンブン」（作曲：山田一平）
  - 「壺坂情話」（作曲：富田梓仁）
  - 「人生桜」（作曲：富田梓仁）
  - 「ブギウギ時代」（作曲：富田梓仁）
  - 「港町情話」（作曲：富田梓仁）
  - 「一本勝負」（作曲：岡千秋）

- 中村美律子＆春野百合子
  - 「渡り鳥姉妹」（作曲：富田梓仁）

- 藤圭子
  - 「命ぎりぎり」（作曲：石坂まさを）
  - 「女は恋に生きてゆく」（作曲：石坂まさを）
  - 「歌いつがれて25年 藤圭子演歌を歌う（LIVEアルバムの全曲）」
  - 「さいはての女」（作曲：彩木雅夫）
  - 「みちのく小唄」（作曲：野々卓也）
  - 「圭子の網走番外地」（作曲：不詳）
  - 「京都から博多まで」（作曲：猪俣公章）
  - 「別れの旅」（作曲：猪俣公章）
  - 「花は流れて」（作曲：鈴木邦彦） ※以上、池田孝名義
  - 「花小唄」（作曲：野々卓也）※以下、池多孝春名義
  - 「遍歴」（作曲：曽根幸明）
  - 「火の国小唄」（作曲：野々卓也）
  - 「私は京都へ帰ります」（作曲：猪俣公章）
  - 「聞いて下さい私の人生」（作曲：六本木哲 補作曲：岡千秋）
  - 「聞いて下さい私の人生 /デビュー七周年記念 リサイタル（LIVEアルバム）」
  - 「貴方ひとすじ」（作曲：若林いさむ）
  - 「蝶よ花よと」（作曲：西谷翔）

- 細川たかし
  - 「双葉山」（作曲：あらい玉英）
  - 「粋な酒」（作曲：弦哲也）

- 真木ことみ
  - 「橋」（作曲：猪俣公章）
  - 「酒情歌」（作曲：市川昭介）
  - 「風舞い」（作曲：水森英夫）

- 牧村三枝子
  - 「冬仕度」（作曲：遠藤実）

- 三笠優子
  - 「夫婦舟」（作曲：聖川湧）
- 美川憲一
  - 「バラの柩」（作曲：北原じゅん） ※池田孝名義

- 美空ひばり
  - 「しのぶ（アルバム）」「好きなのさ/酒は男の子守唄」（作曲：市川昭介）
  - 「暗夜行路/うたかたの恋」（作曲：弦哲也、市川昭介）

- 森進一
  - 「女の愛」（作曲：弦哲也）
  - 「裏切り」（作曲：弦哲也）

- 八代亜紀
  - 「港町純情」（作曲：鈴木淳）
  - 「盛り場流れ唄」（作曲：鈴木淳）

- 由紀さおり
  - 「木遣り育ち」（作曲：むらさき幸）
  - 「矢車草〜夢二のおんな〜」（作曲：中村泰士）

- 吉幾三
  - 「酒よ」（作曲：吉幾三）

その他
- 愛の戦士レインボーマン (特撮テレビ番組)
  - 作詞：川内康範 作曲：北原じゅん　※編曲クレジットはワーナーより発売されたレコード(L-1115P)に記載。
    - 「行けレインボーマン」(歌：安永憲自、ヤング・フレッシュ)※池田孝名義
    - 「ヤマトタケシの歌」(歌：安永憲自)※池田孝名義
    - 「あいつの名前はレインボーマン」(歌：キャッツアイズ、ヤング・フレッシュ）
    - 「死ね死ね団のテーマ」(歌：キャッツアイズ、ヤング・フレッシュ）
- ダイヤモンド・アイ  (特撮テレビ番組)  ※劇伴音楽及び主題歌の作編曲を担当
  - 作詞：川内康範  
    - 「ダイヤモンド・アイ」(歌：ヤング・フレッシュ)
    - 「ライコウマーチ」 (歌：ロイヤル・ナイツ)